# But-Kazmalar
But-Kazmalar (ros. Бут-Казмаляр) – wieś w Rosji, w Dagestanie, w rejonie magaramkienckim. W 2010 liczyła 3127 mieszkańców, głównie Lezginów.